# Adalbert Rückerl
Adalbert Rückerl (* 14. Februar 1925 in München; † 6. Juli 1986) war ein deutscher Staatsanwalt. Er war Leiter der Zentralen Stelle der Landesjustizverwaltungen zur Aufklärung nationalsozialistischer Verbrechen in Ludwigsburg.

## Leben
Rückerl wurde als Sohn einer Beamtenfamilie, die ursprünglich aus der Oberpfalz stammte, in München geboren. Nach dem Abitur leistete er ab 1943 Kriegsdienst bei der Wehrmacht und geriet 1945 in Kriegsgefangenschaft. 1946 nahm er ein Studium der Rechts- und Staatswissenschaften an der Universität München  auf. Mit der Dissertation „Die Liegenschaftsübereignung im Münchner Stadtrecht“ promovierte er 1951 zum Dr. jur.
Nach dem zweiten Staatsexamen war er zunächst als Staatsanwalt in München und Bielefeld tätig. Im Mai 1961 wurde er zur Zentralen Stelle der Landesjustizverwaltungen zur Aufklärung nationalsozialistischer Verbrechen in Ludwigsburg abgeordnet und leitete ab 1966 diese, zum Oberstaatsanwalt befördert, 18 Jahre lang. Am 29. Februar 1984 ging er aus gesundheitlichen Gründen in den Ruhestand. Zwei Jahre später starb er.

## Zitat
„Wer die NS-Prozesse aus Patriotismus ablehnt, zeigt nur, wie unterentwickelt sein Patriotismus ist.“ (A. Rückerl, zitiert in Die Zeit. vom 9. März 1984)

## Publikationen (Auswahl)
- Die Liegenschaftsübereignung im Münchner Stadtrecht. Dissertation, München 1951.
- als Hrsg.: NS-Prozesse. Nach 25 Jahren Strafverfolgung. Möglichkeiten – Grenzen – Ergebnisse. 2. ergänzte Auflage. Karlsruhe 1972.
- Die Strafverfolgung von NS-Verbrechen 1945–1978. Eine Dokumentation. (Recht – Justiz – Zeitgeschehen, 31). Heidelberg / Karlsruhe 1979.
- als Hrsg.: Nationalsozialistische Vernichtungslager im Spiegel deutscher Strafprozesse. Belzec, Sobibor, Treblinka, Chelmno. Mit einem Vorwort von Martin Broszat. Deutscher Taschenbuch Verlag, München 1977, ISBN 3-423-02904-2.
- NS-Verbrechen vor Gericht. Versuch einer Vergangenheitsbewältigung. (Recht – Justiz – Zeitgeschehen, 36). [1982], 2. überarb. Auflage. Müller, Heidelberg 1984.
- mit Eugen Kogon, Hermann Langbein u. a. (Hrsg.): Nationalsozialistische Massentötungen durch Giftgas. Fischer-Verlag, Frankfurt am Main 1986, ISBN 3-596-24353-X.